# Offensive du Printemps
 (décembre 2020).
Première Guerre mondiale
Batailles
Offensive du printemps :
- Opération Michael
- Lys (1918)
- Aisne (1918)
- Bois Belleau
- Montdidier
- Noyon
- Hamel
- Marne (1918)

L’offensive du Printemps, également connue sous les noms de bataille du Kaiser (allemand : Kaiserschlacht, soit celle « de l'empereur ») ou offensive de Ludendorff, est un terme utilisé pour faire référence aux séries d'attaques allemandes sur le front occidental du 21 mars au 18 juillet 1918 durant la Première Guerre mondiale.
Les Allemands s'étaient rendu compte que leur seule chance de gagner la guerre était d'anéantir les Alliés avant que les États-Unis ne puissent déployer suffisamment de troupes en Europe pour vaincre l'Allemagne. Cinquante divisions allemandes avaient pu être redéployées sur le front occidental après la signature du traité de Brest-Litovsk avec la jeune Russie soviétique.
Plusieurs opérations allemandes furent mises au point : Michael, Georgette, Gneisenau et Blücher-Yorck.
Michael constituait la principale attaque, qui était destinée à percer les lignes alliées, déborder les forces britanniques de la Somme à la Manche et bloquer les ports maritimes. Une fois que cela aurait été réalisé, on espérait que les Français chercheraient des conditions d'armistice. Les autres offensives étaient subordonnées à Michael et ont été conçues pour détourner les forces alliées de l'offensive principale sur la Somme.

## Chronologie de l'offensive

### Offensive Michael

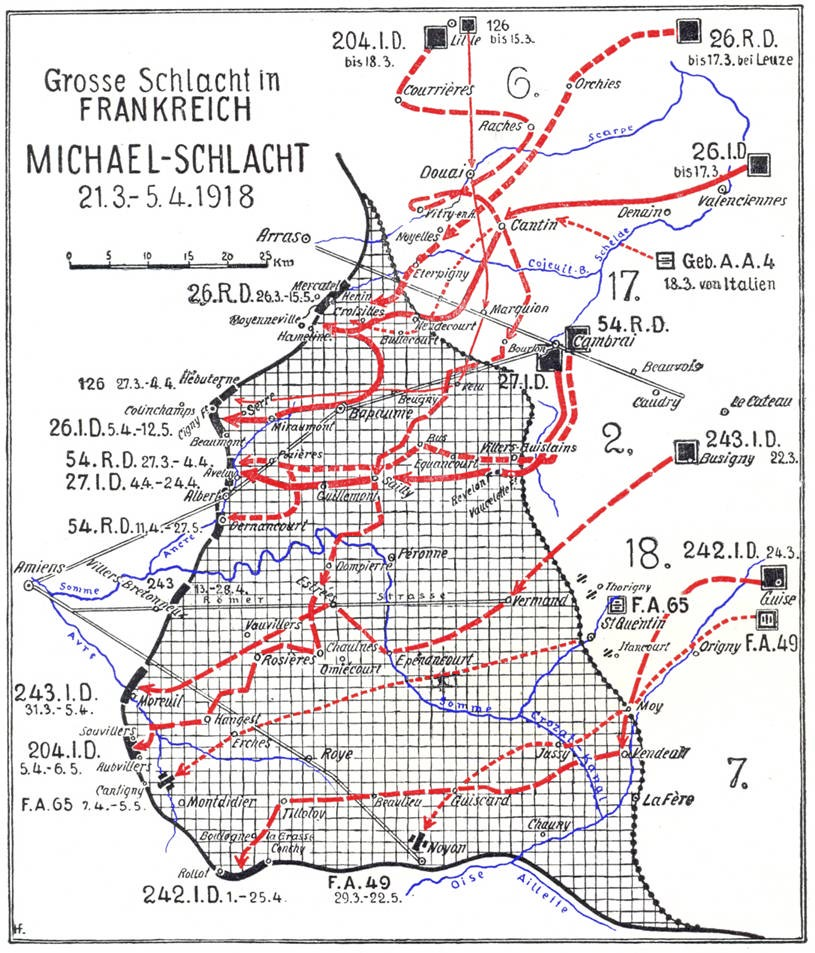
Opération Michael (sur le front de l'Aisne et de la Marne), opération allemande du printemps 1918.

Libérées du front de l’Est par le traité de Brest-Litovsk les divisions d'infanterie allemandes sont amenées rapidement par le chemin de fer sur le front occidental.
Au déclenchement de l'offensive, les 243 divisions de l'armée impériale allemande sont déployées ainsi :
- front de l'Ouest : 191 divisions (environ 3,6 millions d'hommes, 711 000 chevaux) ;
- front de l'Est : 47 divisions (environ un million d'hommes, 282 000 chevaux) ;
- Balkans : 2 divisions ;
- zone intérieure (Allemagne) : 3 divisions.

L'« opération Michael » commence le 21 mars 1918 à 4 h 40 en Picardie, par un bombardement d'artillerie assez court mais extrêmement violent, avec l'aide de 6 200 canons. Avant que les défenseurs britanniques étourdis ne puissent réagir, des équipes spéciales de troupes d'assaut allemandes sortent du brouillard et de la fumée pour attaquer ou contourner les points stratégiques des lignes. À 9 h 40, deux cent mille Allemands attaquent les lignes anglaises entre Cambrai et Saint-Quentin. Pris par surprise, débordés et submergés, les défenseurs reculent sur tout le front, une large brèche s'ouvre, permettant aux Allemands d'avancer de plus de 50 km. Plus de 160 000 Britanniques sont mis hors de combat.
Mais la percée ne réussit pas, parce que le général Ludendorff, qui ne subit pourtant que peu d'opposition sur sa gauche, continue à concentrer ses réserves devant Arras, où la résistance britannique devient de plus en plus forte. Malgré les appels désespérés du général Haig, Foch refuse d'engager ses réserves restreintes. Haig doit faire venir d'urgence des renforts du Royaume-Uni et le QG britannique doit retirer des divisions d'autres théâtres d'opérations.
Ce n'est que le 28 mars que Ludendorff songe brusquement aux possibilités qui se présentent du côté de la Somme, pour effectuer une percée rapide et décisive en direction de Paris, mais il est alors trop tard. Deux jours auparavant, les Alliés se sont mis d'accord pour confier au général Foch le commandement unique sur le front occidental. Un de ses premiers actes de commandement est d'employer une partie de ses maigres réserves pour boucher la dangereuse brèche sur la Somme. Le 9 avril, l'offensive Michael est arrêtée dans la région de Montdidier.
Elle est stoppée par les renforts de l'armée française, avec la 56e division d'infanterie commandée par le général Demetz (avec notamment ses quatre bataillons d'élite dont le 65e bataillon de chasseurs à pied à Montdidier), avec la 133e division d'infanterie, la 4e division de cavalerie dirigés par le général Mesplé, la 22e division d'infanterie et la 62e division d'infanterie du général Robillot. Depuis la commune d'Hangest-en-Santerre, la 163e division d'infanterie dirigée par le général Debeney défend Moreuil.

### Bataille de la Lys (Georgette)

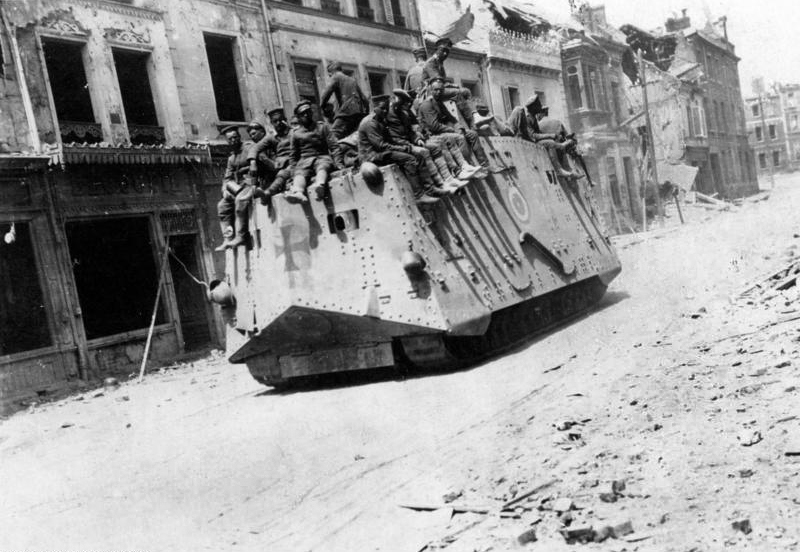
Char allemand A7V à Roye, 21 mars 1918.

Au nord d'Ypres, les Belges tiennent leur front sans désemparer malgré plusieurs assauts allemands.
Pour les Britanniques et les Français, c'est au mont Kemmel que la lutte est la plus rude. La possession de cette hauteur donnerait aux Allemands un avantage considérable. Mais les Alliés tiennent et, finalement, le 2 mai, la quatrième bataille d'Ypres s'achève sans que l'armée allemande puisse espérer atteindre son objectif. Plus au sud, le général Foch, commandant en chef des armées alliées, qui prépare ce qu'il veut être l'offensive décisive sur la Somme, n'a pas voulu distraire de troupes pour aider les Anglo-franco-belges à Ypres. C'est qu'il considère que c'est sur la Somme, où les Américains viennent renforcer les Franco-Anglais, que va se produire, croit-il, l'action décisive qui doit obliger l'état-major allemand à renoncer à conquérir le dernier morceau du territoire belge encore inviolé. De fait, ils n'y arriveront pas. Cependant, la grande offensive alliée qui doit vaincre l'Allemagne n'est pas encore pour tout de suite. Il est manifeste qu'après Ypres, l'Allemagne veut utiliser les forces libérées par la paix avec la Russie pour un effort suprême plus au sud.

### Bataille de l'Aisne (Blücher-Yorck)

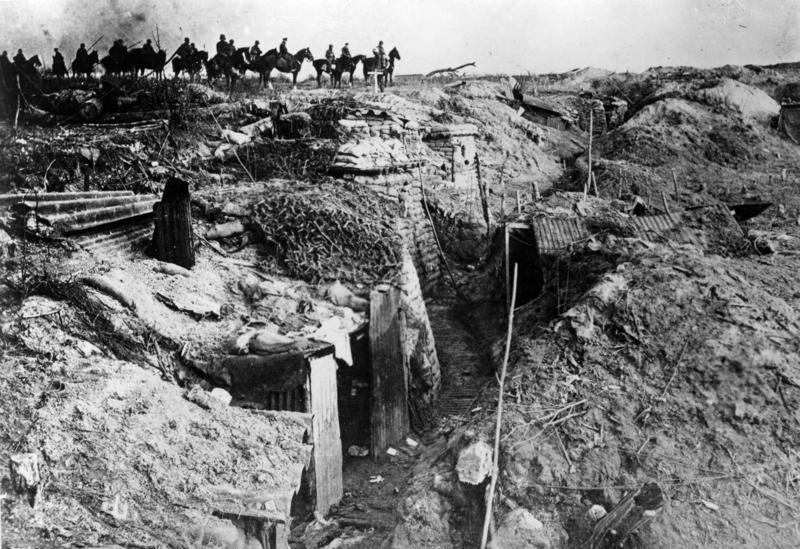
Tranchée britannique capturée par les Allemands.

Le général Ludendorff, chef d'état-major général adjoint allemand, lance sa troisième offensive sur le front occidental en 1918, par une attaque de diversion contre les Français qui tiennent le secteur du Chemin des Dames, sur l'Aisne. L'objectif de Ludendorff est d'empêcher les Français d'envoyer des renforts aux Britanniques qui se trouvent dans le nord de la France, où il prévoit une nouvelle attaque.
L'offensive est dirigée par la VIIe armée du général général von Böhm-Ermolli et la Ire armée du général Bruno von Mudra, totalisant 44 divisions. L'objectif de leur offensive, du nom de code Blücher-Yorck, est de frapper la 6e armée française du général Duchêne qui regroupe douze divisions dont trois britanniques.
L'assaut allemand débute par un tir de barrage de 4 600 pièces d'artillerie, suivi d'une attaque de sept divisions sur un front de 15 km. Les Allemands s'emparent immédiatement du Chemin des Dames et avancent sur l'Aisne, prenant plusieurs ponts intacts. En fin de journée, les Allemands ont avancé d'une quinzaine de kilomètres.
Bien que l'offensive ait un objectif limité, ses premiers succès persuadent le haut commandement allemand de poursuivre vers Paris, qui n'est qu'à 130 km. Cependant, le commandant du corps expéditionnaire américain, le général Pershing, a envoyé des renforts aux Français : la 2e division du général Omar Bundy et la 3e division du général Joseph Dickman. Elles passeront à l'action le 30 mars, quand les Allemands menaceront la Marne.
Dans le village de Villers-Bretonneux, au printemps 1918, trois chars anglais rencontrent un char allemand lors de la bataille de Villers-Bretonneux. Deux chars anglais sont évacués sans dommages et le tank allemand est légèrement endommagé.

### 9-13 juin: Bataille du Matz (Gneisenau)
Sous les ordres du général Erich Ludendorff, chef d'état major général adjoint, la XVIIIe armée du général Oskar von Hutier lance la quatrième série d'offensives. Ludendorff prévoit de réunir les deux saillants pris lors des précédentes attaques dans le secteur d'Amiens, de l'Aisne et de la Marne. Hutier doit attaquer à l'ouest le long de la rivière Matz, un affluent de l'Oise, dans la direction de Noyon et de Montdidier. Cependant le commandement de la 3e armée française, le général Humbert, averti grâce au service des écoutes du ministère de la Guerre, a organisé sa défense en conséquence. Les Allemands ont changé leur code de chiffrement des messages radio le 1er juin, sûr signe d'une attaque prochaine. Le code est déchiffré dès le lendemain (cf. le « radiogramme de la victoire ») et envoyé au Grand Quartier Général. Là, le capitaine Guitard note parmi les communications du 1er juin qui viennent d'être déchiffrées un message qui attire son attention. Celui-ci demande que des livraisons de munitions (d'artillerie) aient lieu y compris de jour pour « hâter l'approvisionnement en munitions. Le faire même de jour tant qu'on n'est pas vu ». Le poste destinataire est localisé à Remaugis-Tilleroy à l'est de Montdidier. L'offensive aura donc lieu au nord de Compiègne. Cela permet aux Alliés de positionner les cinq dernières divisions de réserves et quatre groupements de chars. L'attaque allemande par la XVIIIe armée a lieu le 9 juin. Elle est précédée par une préparation d'artillerie de quatre heures, mais aussi par une contre-préparation de la part de l'artillerie française qui bombarde sévèrement les troupes d'assaut allemandes peu avant leur offensive.
Cependant, le barrage ne permet pas d'empêcher les troupes allemandes d'avancer de 8 km le premier jour de leur attaque, connue sous le nom de code « opération Gneisenau ». Le 9, Hutier prend Ressons, le 10, Ribécourt, et les troupes françaises doivent se replier derrière l'Oise et le Matz ; mais la gauche tient bon, et les Allemands ne peuvent prendre Courcelles.
Le 11, à partir de Méry, le général Mangin organise une contre-attaque de trois divisions françaises, deux divisions américaines et quatre groupements de chars. Elles attaquent la XVIIIe armée le 12, déciment trois divisions allemandes, obligent deux autres de réserve à s'engager, capturent 1 000 prisonniers, s'emparent de 16 canons et forcent Ludendorff à mettre fin à l'opération le lendemain.

## Conclusion

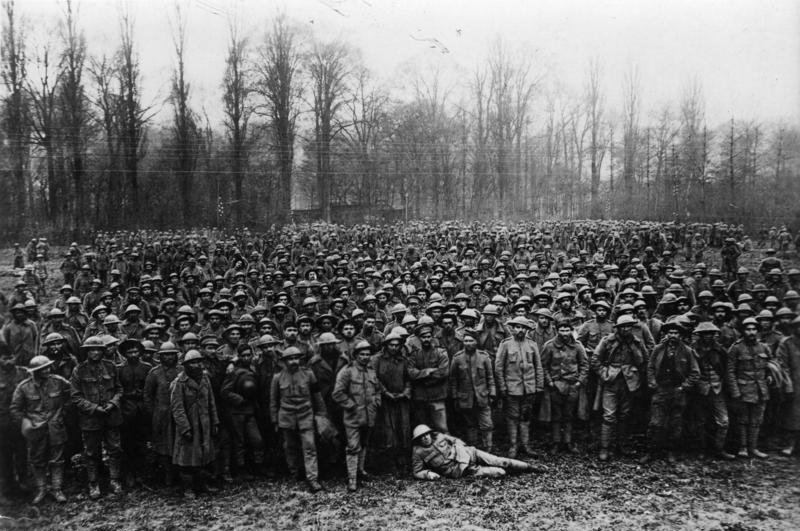
Prisonniers de guerre portugais, 1918.

Les objectifs stratégiques de l'offensive allemande ont été insuffisants. Aucun objectif clair et simple n'a été établi avant le début de l'offensive et une fois que les opérations étaient en cours, les cibles de ces attaques ont été en constante évolution en fonction de la situation sur le champ de bataille. Les Alliés, en comparaison, ont concentré leurs forces principales sur des objectifs essentiels (les approches de ports de la Manche et la jonction ferroviaire d'Amiens).
Les Allemands ont également été incapables de s'approvisionner en fournitures et matériel assez rapidement. Toutes les offensives allemandes ont ainsi tourné court. En avril 1918, le danger d'une percée allemande était passé. L'armée allemande avait subi de lourdes pertes et ne disposait plus d'assez de troupes pour poursuivre l'offensive. En août 1918, les Alliés lancent une contre-offensive (offensive des Cent-Jours), en utilisant de nouvelles méthodes opérationnelles et en s'appuyant sur l'usage massif d'artillerie.